# Östra Abborrtjärnet (Silleruds socken, Värmland)
Östra Abborrtjärnet är en sjö i Årjängs kommun i Värmland och ingår i Göta älvs huvudavrinningsområde. Sjöns area är 0,03 kvadratkilometer och den befinner sig 200 meter över havet.